# Glacier Park Company
La Glacier Park Company était une entreprise faisant partie de la société mère Great Northern Railway qui construisait et gérait des hôtels, des chalets et d'autres infrastructures touristiques dans le parc national de Glacier dans l'État du Montana aux États-Unis mais aussi en Alberta de 1910 à 1960.
Travaillant en tant que concessionnaire du parc national de Glacier, la société disposait d'une base d'été située à East Glacier Park près de l'hôtel phare de la société nommé Glacier Park Hotel et d'un quartier général d'hiver à Saint Paul (Minnesota). D'abord connu sous le nom de Glacier Park Hotel Company, la société fut renommée en 1943 en Glacier Park Company.
Durant les premières années, les infrastructures étaient présentes pour accueillir les touristes qui arrivaient dans le parc de Glacier via le chemin de fer du Great Northern Railway. Une fois arrivé dans la gare, les touristes étaient conduits dans les différents hôtels de la société situés dans le parc. Le plus grand hôtel se nommait le Many Glacier Hotel. Celui-ci fut ouvert en 1915 et est aujourd'hui classé National Historic Landmark. L'hôtel Prince of Wales de Waterton fut construit en 1927. 
En plus des hôtels, on trouvait un ensemble de chalets parfois seulement accessibles par la marche. 8 de ces chalets furent ainsi construits dans les années 1910, quatre d'entre eux existent toujours aujourd'hui. Il s'agit du Belton Chalets, du Sperry Chalet, du Granite Park Chalet et du Two Medicine Store.  Deux autres bâtiments pour les touristes arrivant dans le parc en automobiles furent construits dans les années 1930-1940. Ils se nomment Swiftcurrent Motor Inn et Rising Sun. 
Après 1960, la société fut rachetée par un l'homme d'affaires nommé Don Hummel, originaire de Tucson en Arizona ; il la transforma en "Glacier Park, Inc." pour gérer les concessions. La Glacier Park Company continua à exister en tant que filiale immobilière de la société Great Northern Railway qui devint ensuite le BNSF.